# Белосельские-Белозерские
Белосе́льские-Белозе́рские — русский княжеский род, отрасль князей Белозерских, происходящих от князей Ростовских.
Род внесён в Бархатную книгу. При подаче документов 24 декабря 1685 года для внесения рода в Бархатную книгу была предоставлена родословная роспись князей Белосельских.
Владельцы Крестовского острова.

## Происхождение
Правнук великого князя Владимира Святославовича, крестившего русскую землю, великий князь Всеволод Юрьевич посадил своего сына князя Константина Всеволодовича на княжение в Ростов. Его сын, князь Василий (Василько) Константинович имел сыновей князей Бориса Васильевича и первого белозерского князя Глеба Васильковича (XII колено от Рюрика), женатого на дочери хана Сартака — Феодоре Сартаковне, которого посадили на удел на Белоозеро. У их правнука последнего удельного белозерского князя Юрия Васильевича, был правнук князь Гаврила Фёдорович Белосельский, владевшего Белым селом (волостью), от которого род принял фамилию Белосельские. О родоначальнике известно, что он был из помещён в Новгороде.

## Князья Белосельские
Князь Фёдор Романович и Иван Фёдорович Белозерские были убиты в Куликовской битве 1380 года. Причислены к лику святых. Князь Яков Гаврилович находился вторым воеводой левой руки в Полоцком походе в 1551 году. Князь Елизарий Гаврилович Белосельский — второй воевода ертаульского полка в Казанском походе 1544 года. Князь Иван Елизарьевич послан был в 1577 году от ливонского короля Магнуса к царю Иоанну Грозному с известием о завоевании городов Кеси и Куконоса. Князь Никифор Иванович Белосельский, один из трёх сыновей Ивана Елизарьевича, был стольником патриарха Филарета Никитича, отца царя Михаила Фёдоровича Романова. Его племянник Михаил Васильевич Белосельский (ум. 1634) — воевода в Вязьме, Торжке и Самаре, участник двух войн с Речью Посполитой.

## Князья Белосельские-Белозерские
Князь Александр Михайлович был при Екатерине II посланником сперва в Дрездене, потом в Турине; при императоре Павле пожалован родовым командором ордена святого Иоанна Иерусалимского; в царствование императора Александра I был обер-шенком. Он славился умом, образованностью и был в дружеских сношениях почти со всеми писателями своего времени. Возвышению рода способствовала женитьба князя Александра Михайловича на богатой наследнице — дочери статс-секретаря Григория Козицкого и внучке миллионера Ивана Мясникова.
При учреждении родового командорства Павел I повелел 27 февраля 1797 года в заключённой об этом конвенции наименовать сенатора и князя Александра Михайловича Белосельского, как старейшего в роду Белозерских, князем Белосельским-Белозерским, и титул этот подтверждён потомственно за сыном его, князем Эспером, при императоре Александре I — 2 марта 1823 года. Именно князь Эспер затеял возведение дворца Белосельских-Белозерских на Невском проспекте. Похоронен в родовой усыпальнице — церкви Рождества Богородицы в подмосковном имении Льялово.

## Известные представители
- Князь Белосельский Афанасий Иванович — погиб в Казанском походе 1552 год, его имя записано в синодик Успенского кремлёвского собора на вечное поминовение.
- Князь Белосельский Дмитрий № — погиб при взятии Казани в 1552 году, его имя записано в синодик Успенского и Софийского новгородского соборов на вечное поминовение.
- Князь Белосельский Никита Гаврилович — голова в государевом полку в 1551 году.
- Князья Белосельские: Василий и Яков Никитичи — воеводы в полоцком походе 1551 года.
- Князья Белосельские: Михаил и Захар Васильевичи — московские дворяне в 1627—1640 г.
- Князь Белосельский Никифор Иванович — стольник патриарха Филарета в 1627 г., московский дворянин в 1636—1658 г., походный дворянин царицы Натальи Кирилловны в 1677 г.
- Князь Белосельский Иван Никифорович Большой — стольник в 1658—1676 г.
- Князь Белосельский Иван Никифорович меньшой — стольник в 1658—1686 г., завоеводчик в Крымском походе 1687 года, отставной стольник в 1703 году.
- Князь Белосельский Андрей Иванович — стольник царицы Прасковьи Фёдоровны в 1676—1692 г., есаул в Крымском походе 1687 года, стольник в начальных людях в 1703 году.
- Князь Белосельский Степан Петрович — московский дворяне в 1677 г., отставной стольник в 1703 году.
- Князь Белосельский Пётр Петрович — новгородский дворянин Шелонской пятины, участник осады Смоленска в 1633 году.
- Князь Белосельский Константин Иванович — стольник в 1680—1692 г., есаул в Крымском походе 1687 года, стольник в начальных людях в 1703 году.
- Князь Белосельский Иван Никифорович — стольник в 1692 г[9], воевода в Царицыне в 1680 г.[10]

## Белосельские XVIII—XX вв

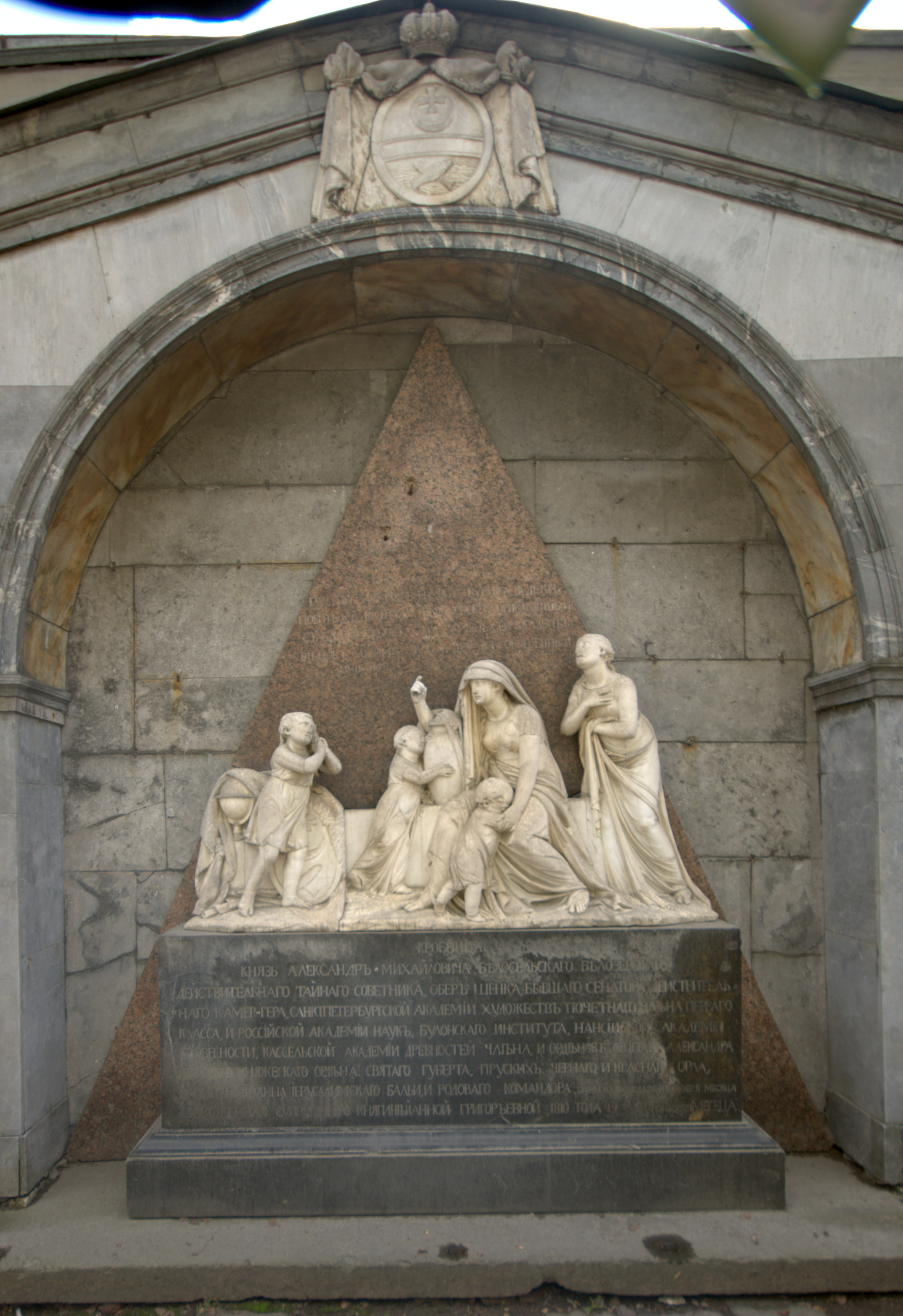
Лаврская гробница Александра Михайловича Белосельского-Белозерского, стилизованная под капеллу Киджи

- Михаил Андреевич (1702—1755), вице-адмирал, управляющий адмиралтейств-коллегией в 1745—1749 годах; женат на графине Наталье Григорьевне Чернышёвой
  - Андрей Михайлович (ум. 1776), посланник в Саксонии; женат на Анне Фёдоровне Наумовой, детей не было.
  - Елизавета Михайловна (1742—1807), фрейлина, статс-дама, писательница, жена барона И. И. Черкасова
  - Наталья Михайловна (1745—1819), фрейлина, художница, жена барона С. Н. Строганова
  - Евдокия Михайловна (1748—1824), фрейлина, замужем за В. П. Салтыковым
  - Александр Михайлович (1752—1809) — дипломат и писатель, женат на Анне Григорьевне Козицкой
    - Зинаида Александровна, в браке Волконская (1789—1862) — хозяйка литературного салона, писательница, поэтесса, певица и композитор.
    - Эспер Александрович (1802—1846) — генерал-майор.
      - Елизавета Эсперовна (20.11.1834 — 30.03.1907), муж князь П. Н. Трубецкой.
      - Ольга Эсперовна (17.02.1838 — 09.12.1869), муж — граф П. А. Шувалов.
      - Константин Эсперович (1843—1920) — генерал-лейтенант, генерал-адъютант, член Главного управления государственного коннозаводства. Умер в эмиграции в Париже.
        - Эспер Константинович (1870—1921), капитан 2 ранга, яхтсмен, бронзовый призёр Олимпиады 1912 года
        - Сергей Константинович (1867—1951) — генерал-лейтенант (1916), член Международного олимпийского комитета.
          - Сергей Сергеевич (1895—1978) — полковник авиации армии США, основатель и председатель Российского комитета освобождения и Российского комитета, ктитор Ново-Коренной пустыни и Знаменского собора на Манхэттене.

В 2012 году великая княгиня Мария Владимировна Романова своим указом распространила права на фамилию и титул князей Белосельских-Белозерских на внебрачных признанных и узаконенных во Французской Республике сыновей князя Эспера Константиновича — умерших Георгия (Жоржа) и Павла (Поля), а также их потомков.